# Law & Order: Criminal Intent (seizoen 1)
Dit artikel vat het eerste seizoen van Law & Order: Criminal Intent samen.

## Hoofdrollen
- Vincent D'Onofrio - rechercheur Robert Goren
- Kathryn Erbe - rechercheur Alexandra Eames
- Jamey Sheridan - hoofd recherche James Deakins
- Courtney B. Vance - hulpofficier van justitie Ron Carver

## Terugkerende rollen
- Leslie Hendrix - dr. Elizabeth Rodgers
- Tracy Howe - Declan

## Afleveringen
| Nr. | Aflevering | Titel               | Regisseur            | Schrijver(s)                     | Selectie gastrollen | Uitzenddatum c    |  |
| --- | ---------- | ------------------- | -------------------- | -------------------------------- | --- | ----------------- |  |
| 1 | 1          | One                 | Jean de Segonzac     | René Balcer Dick Wolf            | Dianne Wiest - officier van justitie Nora Lewin Gene Canfield - rechercheur Cardenas Jake Weber - Karl Atwood Lenny Venito - Jake Nathan Jayce Bartok - Michael Carson Michael P. Moran - mr. De Santis                       | 30 september 2001 |  |
| Wanneer bij een diamantoverval in een woning twee bewoners en een overvaller de dood vinden gaan Goren en Eames op onderzoek uit. Karl Atwood, die de overval opgezet heeft, wil de rechercheurs om de tuin leiden door hen te laten denken dat de overval een connectie had met de maffia. Maar de rechercheurs ontdekken dat Atwood gevangen heeft gezeten in Canada en dat hij voorwaardelijk vrijgelaten was en toen ontsnapte door de grens met Amerika over te steken. De rechercheurs ondervragen de vriendin van Atwood, Gia, en vertellen haar dat hij besmet is geraakt in de gevangenis met aids en dat hij haar kan besmetten. Zij beloven haar mildheid in haar straf en medische zorg als zij hen wil helpen met het oppakken van Atwood. Zij gaat hiermee akkoord, en als de kopers van de diamanten bij Atwood arriveren kunnen de rechercheurs hen allemaal tegelijk arresteren. Na afloop van de arrestatie vertellen zij aan Gia dat zij niet is blootgesteld aan aids. |            |                     |                      |                                  | |                   |  |
| 2 | 2          | Art                 | David Platt          | Elizabeth M. Cosin               | Tomas Arana - Rudy Langer Linda Gehringer - mrs. Jackson Tom Bloom - Bernard Jackson Elizabeth Marvel - Sylvia Moon Elizabeth Marvel - Sylvia Moon                                                                            | 7 oktober 2001    |  |
| Wanneer de twee kunstkenners Anne Ellis en Bernard Jackson dood worden gevonden, de een door ophanging en de ander doodgeschoten, gaan Gorden en Eames op onderzoek uit. Op het eerste gezicht lijkt het moord-zelfmoord, maar dan leidt het onderzoek hen naar een vals schilderij van Claude Monet. De rechercheurs verdenken de galerieeigenaar Rudy Langer die hen vertelt over een vrouwelijke vervalser maar weigert haar naam te geven. Gorden ontdekt dat de naam van deze vervalser Sylvia Moon is en dat zij een voormalige studente is van Jackson, een van de slachtoffers. Nadat Moon en Langer met elkaar worden geconfronteerd op de plaats van de misdaad door de rechercheurs, bekent Moon dat Langer Jackson heeft vermoord en dat zij toen samen Ellis hebben vermoord. |            |                     |                      |                                  | |                   |  |
| 3 | 3          | Smothered           | Michael Fields       | Marlane Gomard Meyer             | Kathleen Chalfant - Priscilla Van Acker Geoffrey Nauffts - Dale Van Acker Will Lyman - Roger Jameson Susan Misner - Becky Stark James Hanlon - Larry Falls                                                                    | 14 oktober 2001   |  |
| Wanneer het vermoorde lichaam gevonden wordt van Lois Romney, een zwangere ex-drugsverlaafde, gaan Gorden en Eames op onderzoek uit. Op het eerste gezicht verdenken zij de onstabiele en drugsverslaafde vriend, Dale van Acker van de moord, en Deakins vertelt hen de zaak af te sluiten. Zij besluiten dat de moord op een zwangere vrouw meer aandacht verdiend en gaan door met het onderzoek. Hun verdere onderzoek leidt hen naar de rijke en dominante moeder van de vriend Priscilla Van Acker en zijn stiefvader. Gorden vermoedt dat de moeder een sociopaat is die niet zo blij was met de relatie tussen haar zoon en het slachtoffer, en daarom haar vermoorde en haar zoon als verdachte wilde doen voorkomen. |            |                     |                      |                                  | |                   |  |
| 4 | 4          | The Faithful        | Constantine Makris   | Stephanie Sengupta               | Roy Thinnes - Sheridan Beckworth Michael O'Keefe - priester Michael McShale Peter McRobbie - priester Capanna Dana Reeve - Melanie Grasso Alex Feldman - Kevin Donovan                                                        | 17 oktober 2001   |  |
| Goren en Eames onderzoeken de moord op de koster Morris Abernathy van een rooms-katholieke kerk. Zij beginnen Kevin Donovan, een stelende drugsverslaafde die in de kerk werkte, te verdenken van de moord op de koster totdat hij ook vermoord wordt gevonden in zijn woning. Als zij de boekhouding van de kerk gaan onderzoeken komen zij uit bij een verduistering van het geld dat opgehaald wordt tijdens de collectes. De rechercheurs geloven nu dat Abernathy Donovan hiervoor wilde inluizen. Wanneer zij ontdekken dat iemand het lichaam van Donovan heeft bediend, wordt hun onderzoek geleid naar een priester die een twintig jaar oud geheim verborgen probeerde te houden. Donovan blijkt zijn onwettig kind en om diens inmiddels gelukkig getrouwde moeder te beschermen (in een moordproces zou ze moeten getuigen) bekent de priester en accepteert hij de zware gevangenisstraf. |            |                     |                      |                                  | |                   |  |
| 5 | 5          | Jones               | Frank Prinzi         | Geoffrey Neigher René Balcer     | Karen Young - Denise Talbott Griffin Dunne - Henry Talbott Thomas G. Waites - Mo Turman Jennifer Dundas - Dana Nolan Daniella Alonso - Angie Suarez                                                                           | 21 oktober 2001   |  |
| Wanneer een vrouw vermoord wordt gevonden door verdrinking in haar bad gaan Goren en Eames op onderzoek uit. Een paar dagen later wordt er een tweede lichaam gevonden van een naakte vrouw op het strand, en vervolgens wordt er een derde lichaam gevonden van een gewurgde vrouw en vervolgens een vierde slachtoffer. Zij ontdekken dat het tweede slachtoffer ook verdronken is in een bad, en zij vinden een connectie tussen al de vier slachtoffers. Namelijk Henry Talbott, een gewelddadige drugsverslaafde advocaat die van al de vier een vriend was en geld had gestolen van hen voor zijn gokverslaving. Zijn huidige vrouw weigert de rechercheurs te helpen met hun zaak tegen haar man, en nu moeten zij strijden tegen de klok om genoeg bewijzen te verzamelen voordat hij een vijfde slachtoffer maakt. De vijfde moord wordt ternauwernood verhinderd en wanneer Talbott geconfronteerd wordt met het opstapelende bewijs tegen hem en gewelddadig wordt in de verhoorruimte, vallen ook zijn vrouw de schellen van de ogen. |            |                     |                      |                                  | |                   |  |
| 6 | 6          | The Extra Man       | Jean de Segonzac     | Marlane Gomard Meyer             | Eric Thal - Didier Foucault aka Denis Dupont Haviland Morris - Karen Cove Daniel Gerroll - Bernard Cove John Doman - Roy Markham Patricia Charbonneau - Sydney Markham                                                        | 28 oktober 2001   |  |
| Wanneer in een hotelkamer het vermoorde lichaam wordt gevonden van een man gaan Goren en Eames op onderzoek uit. Het slachtoffer was flink mishandeld en zij komen achter zijn identiteit, Didier Foucault. Een Zwitserse oplichter die een aantal rijke investeerders opgelicht had, ook had hij ook met de vrouwen van de slachtoffers affaires. Maar verder onderzoek wijst uit dat de dode man niet Foucault is maar zijn assistent Felix Perez. De rechercheurs ontdekken dat de investeerders een huurmoordenaar ingehuurd hadden om Foucault een lesje te leren, Foucault kwam hierachter en stuurde toen zijn assistent in zijn plaats naar de hotelkamer. Nadat de huurmoordenaar klaar was met zijn aanval leefde Perez nog en nu denken de rechercheurs dat Foucault zijn werk heeft afgemaakt. Hulpofficier van justitie Carver wil nu Foucault in de val lokken, zodat hij de moord bekent en zodoende berecht kan worden. |            |                     |                      |                                  | |                   |  |
| 7 | 7          | Poison              | Gloria Muzio         | Stephanie Sengupta               | Jerry Orbach - rechercheur Lennie Briscoe Jesse L. Martin - rechercheur Ed Green J. Smith-Cameron - Trudy Pomeranski Anita Gillette - Loretta Marlon Susan Bruce - Colleen Braxton                                            | 11 november 2001  |  |
| Rechercheurs Green en Briscoe van district 27 melden een verdachte cyanidevergiftiging aan hun collega's Goren en Eames voor verder onderzoek. Wanneer meerdere cyanidedoden gemeld worden in het ziekenhuis verdenken zij op het eerste gezicht de verpleegster Colleen Braxton, dit omdat zij in het criminele profiel past. Als Braxton in de gevangenis zit vallen er nog meer doden door cyanide, dus valt zij af als verdachte. De bron van de cyanide leidt hen naar een medicijn genaamd Necedrol die verkocht wordt bij de apotheek. Het verdere onderzoek leidt hen naar de families van de slachtoffers en een naam valt op, Trudy Pomeranski. Zij ontdekken dat zij haar man heeft vermoord en daarna de fabrikant van Necedrol heeft aangeklaagd. Zij heeft cyanide in verschillende pillen van Necedrol gedaan om zo de moord op haar man te verdoezelen, en om meer kracht in haar aanklacht te leggen. Het doel is een schikking met de fabrikant, zodat ze geld heeft waarmee ze een zaak in babyartikelen kan opzetten. Dat ze daarvoor zeven mensen heeft vermoord en haar moeder ervoor naar de gevangenis dreigt te worden gestuurd, kan haar niets schelen. Goren weet haar te provoceren door de franchisegever ertoe te brengen de franchise in te trekken omdat Pomeranski's moeder in staat van beschuldiging gesteld is, waardoor Pomeranski de fout maakt anoniem een cyanidemonster naar de krant te sturen om haar moeder te ontlasten zodat ze toch de franchise krijgt. Ze wordt echter geschaduwd en meteen gearresteerd. |            |                     |                      |                                  | |                   |  |
| 8 | 8          | The Pardoner's Tale | Steve Shill          | Theresa Rebeck                   | Kate Burton - Stephanie Uffland Mark Zimmerman - Richard Uffland Joseph Siravo - Joe Nawrocki Matt Servitto - Derek Freed John Heard - Larry Wiegert                                                                          | 18 november 2001  |  |
| Wanneer een onderzoeksjournalist en zijn vriendin op straat worden doodgeschoten gaan Goren en Eames op onderzoek uit. Zij ontdekken dat de journalist een verleden heeft van onthullende verhalen van corruptie bij de politie. Het slachtoffer onthulde het handelen in gratie verleningen en banden met de georganiseerde misdaad bij de politie. Wanneer het onderzoek hen leidt naar het kantoor van de gouverneur wil Deakins hen van de zaak afhalen, maar dankzij Carvers werkethiek kunnen zij doorgaan om de dader te vinden. Het blijkt de zwager van de gouverneur met een handlanger. Ook de misdadiger aan wie ten onrechte gratie is verleend wordt opgepakt wegens omkoping en het verordonneren van de moord. De gouverneur en zijn vrouw nemen publiekelijk afstand van de zaak en blijven buiten schot. |            |                     |                      |                                  | |                   |  |
| 9 | 9          | The Good Doctor     | Constantine Makris   | Geoffrey Neigher                 | Robert Knepper - dr. Peter Kelmer Barbara Garrick - Jennifer Barish Cullen O. Johnson - Milton Barish Cynthia Darlow - Eleanor Barish Judie Aronson - Valerie Kelmer Donna Hanover - Lauren Barbera                           | 25 november 2001  |  |
| Wanneer de drugsverslaafde vrouw van plastisch chirurg Dr. Peter Kelmer wordt vermist gaan Goren en Eames op onderzoek uit. Als Kelmer de rechercheurs vertelt dat hij de verblijfplaats heeft kunnen achterhalen van zijn vrouw vermoeden zij dat hij liegt, helemaal als zij ontdekken dat Kelmer er een verhouding op nahoudt. Maar zij kunnen zijn alibi niet ontkrachten, dus kunnen zij hem niets maken. Paar weken later vinden zij lichaamsonderdelen in staat van ontbinding, en de rechercheurs zetten nu een valse verklaring in de krant dat deze lichaamsonderdelen van de vermiste vrouw van de chirurg zijn. Zij willen hiermee Kelmer uit de tent lokken voor een reactie, om zo zijn grote ego tegen hem te gebruiken om zo de waarheid te achterhalen. Kelmer verliest zijn zelfbeheersing in de rechtszaal en zwaait met een mes: genoeg om de jury tegen zich in het harnas te jagen en veroordeeld te worden, al is er noch direct bewijs noch een lijk. Het verhaal is gebaseerd op de waargebeurde zaak-Bierenbaum waarin Dr. Robert Bierenbaum zonder direct bewijs werd veroordeeld voor de moord op zijn vrouw. |            |                     |                      |                                  | |                   |  |
| 10 | 10         | Enemy Within        | John David Coles     | David Black                      | Peter J. Fernandez - A.R. Cabezas Lothaire Bluteau - Rick Zainer Laila Robins - Kit Sternman David Aaron Baker - Edward Sternman George Martin - Harry Sternman Tom Aldredge - advocaat George Knowles                        | 9 december 2001   |  |
| Wanneer Harold Sternman, een oudere en paranoïde bankier, sterft door brandstichting in zijn luxe penthouse gaan Goren en Eames op onderzoek uit. Het onderzoek leidt hen naar zijn disfunctionele familie, bestaande uit zijn jonge aantrekkelijke vrouw Kit, zijn alcoholverslaafde zoon Edward en zijn privé verpleger Rick Zainer. Als er DNA van Kit en Edward in het bed van Harold wordt gevonden vermoeden de rechercheurs dat Harold dit DNA wilde gebruiken voor zijn echtscheiding van Kit. Zowel Kit als Edward ontkennen dat zij seks met elkaar hebben gehad, Edward is hierop ook homo. Dan valt de verdenking op Rick, die bekent dat hij seks heeft gehad met Edward en dat hij de familie tegen elkaar uit wilde spelen. Dit uit wraak omdat Harold weigerde aanbevelingsbrieven wilde schrijven voor zijn zoon, om toegelaten te worden op een elite privéschool. Nadat Rick de dosering van de medicijnen voor Harold verhoogde werd Harold nog meer angstiger en paranoïde dan gewoonlijk, hij liet ook Harold geloven dat Kit seks had met Edward. Kit haalde toen Edward over om samen Harold te vermoorden om zo de erfenis te bemachtigen en Edward zou dan de penthouse krijgen. Ook Rick Zainer ontkomt niet aan de lange arm van Justitie; hij heeft immers gezien hoe de moordcomplotten werden beraamd en niets gedaan om Sternman te beschermen. |            |                     |                      |                                  | |                   |  |
| 11 | 11         | The Third Horseman  | Constantine Makris   | René Balcer                      | Robert Stanton - Dennis Griscom Christine Jones - mrs. Griscom Leo Burmester - Lorne Cutler Earl Hindman - sheriff Phyllis Somerville - mrs. McLeish Nesbitt Blaisdell - mr. McLeish                                          | 6 januari 2002    |  |
| Wanneer een dokter, die vele abortussen uitvoerde, vermoord wordt in zijn appartement gaan Goren en Eames op onderzoek uit. Zij zijn ervan overtuigd dat een pro-life activist hierachter zit en willen hem vinden door zijn contacten te gebruiken. Als zij een tweede geweer vinden vermoeden zij dat de dader nog een doelwit heeft. Het bewijs zendt de rechercheurs op een zoektocht naar de moordenaar voordat hij zijn tweede doelwit uitschakelt. Hulpofficier van justitie Carver maakt zich zorgen over de komende rechtszaak. Hij is bang dat de rechtszaak een zaak wordt over abortus voor de jury in plaats van over de moord. Ondertussen komt Goren achter de werkelijke reden van de moord op de dokter: frustratie over het feit dat zijn vriendin een abortus pleegde en hem had verlaten. Met deze kennis lukt het hem de tweede moord te verhinderen en de dader in te rekenen. |            |                     |                      |                                  | |                   |  |
| 12 | 12         | Crazy               | Steve Shill          | René Balcer                      | J.K. Simmons - dr. Emil Skoda Michael Gross - dr. Charles Webb Stephanie Seymour - Sara Lindstrom Jenna Stern - Julie Feldman Jason Fuchs - Ricky Feldman Lydia Jordan - Sophie Feldman                                       | 13 januari 2002   |  |
| Wanneer hartchirurg Larry Feldman vermoord wordt tijdens de Bar mitswa van zijn zoon Ricky gaan Goren en Eames op onderzoek uit. Zij ontdekken dat Larry net een bittere echtscheiding achter de rug heeft met zijn ex-vrouw Julie, en dat Julie denkt dat Larry hun dochter Sophie seksueel misbruikt heeft. Dit blijkt uiteindelijk niet het geval. In hun verdere onderzoek valt hun aandacht ineens op Dr. Charles Webb, een forensisch psycholoog die regelmatig heeft getuigd voor hulpofficier van justitie Carver in rechtszaken. De rechercheurs ontdekken dat Charles geobsedeerd is op de zus van Julie, Sara, en dat hij hierom Julie heeft geholpen om de voogdij te krijgen over de kinderen na de scheiding. Tevens denken zij dat Charles een corrupte rechercheur ingeschakeld heeft om Larry te vermoorden, om zo voor Sara de held te kunnen spelen. Als zij Charlie hiermee confronteren verklaart zijn advocaat dat hij ontoerekeningsvatbaar was en wil hem laten opnemen in een psychiatrisch ziekenhuis, Goren gelooft dit niet en kan ook bewijzen dat Charles goed wist wat hij deed. Charles handelde immers uit verliefdheid, en verliefdheid is geen psychische stoornis. Het voorstel van de advocaat gaat van tafel en Carver stelt iets anders voor: 25 jaar tot levenslang. |            |                     |                      |                                  | |                   |  |
| 13 | 13         | The Insider         | Jan Egleson          | Elizabeth M. Cosin               | Adam Trese - John Hampton Aleksa Palladino - Lilly Carlyle Michael Mulheren - agent Wallis Elizabeth Reaser - Serena Whitfield Eric Millegan - Eddie Dutton Robert Funaro - Vinny Russo                                       | 27 januari 2002   |  |
| Wanneer Wharton Carlyle doodgestoken wordt gevonden in een jachthaven gaan Goren en Eames op onderzoek uit. Als eerste ondervragen zij de dochter Lilly van het slachtoffer, een vaste bezoekster van nachtclubs en met een drugs en alcohol verslaving. Gedurende het verdere onderzoek valt hun verdenking op een nachtclubeigenaar die banden heeft met de georganiseerde misdaad. Wanneer zij dieper op de zaak ingaan, denken zij dat de relatie tussen Lilly en de nachtclubeigenaar een doorn in het oog was van Wharton en dat dit zorgde voor zijn dood. Maar niets is wat het lijkt, want de belangrijkste verdachte, John Hampton, is een undercoveragent van de FBI die wil infiltreren in de drugswereld. Toch blijft hij de belangrijkste verdachte, maar dan ontstaat er een juridisch gevecht tussen de rechercheurs en de FBI die haar informant en de zaak waar ze aan werken wil beschermen. Carlyle was al een eigen onderzoek tegen Hampton begonnen om zijn dochter te beschermen, wist hierdoor dat deze een FBI-undercoveragent was, maar wilde hem erbij lappen omdat hij een slechte invloed op zijn dochter had en haar cocaïne gaf. Hampton vermoordde Carlyle om zijn ontmaskering te voorkomen en knoeide met het bewijs en getuigenverklaringen, gebaseerd op zijn eigen ervaring als agent. Wanneer de FBI dit verneemt, trekt deze zijn handen van Hampton af en kan deze door de staatspolitie worden ingerekend. |            |                     |                      |                                  | |                   |  |
| 14 | 14         | Homo Homini Lupis   | David Platt          | René Balcer                      | James Colby - Lucas Colter Jordan Charney - Melvin Colter Marianne Hagan - Susan Colter Stephi Lineburg - Maggie Colter Bailey Slattery - Sarah Colter Ritchie Coster - Simon Matic                                           | 3 maart 2002      |  |
| Wanneer het Lucas Colter, een effectenhandelaar, niet lukt om bij de gevaarlijke geldschieter Carl Pettijohn een afbetaling te doen, komt hij op een ochtend erachter dat zijn gezin ineens vermist wordt. De moeder van Lucas meldt dit bij de rechercheurs Goren en Eames en vermoedt dat zij ontvoerd zijn voor losgeld. De rechercheurs willen de activiteiten van Carl onderzoeken, maar hij ontwijkt de rechercheurs. Dan krijgt Lucas een telefoontje van de ontvoerder en die bedreigt zijn gezin en verkracht de oudste dochter Maggie. Hierop besluit Lucas bij zijn vader Melvin financiële hulp te vragen voor het afbetalen bij Carl, en zijn gezin komt terug bij Lucas. Eerst leiden de gezinsleden aan het Stockholmsyndroom en ontkennen dat zij ontvoerd zijn geweest, totdat Eames het vertrouwen wint bij Maggie en dan herinnert zij een tatoeage bij een van de verkrachters. De rechercheurs zijn dan eindelijk in staat om Carl op te pakken en hij geeft dan de naam Simon Matic, een voormalige Servische soldaat, op aan de rechercheurs. Als zij Simon oppakken blijkt hij een tatoeage te hebben die gelijk is aan die Maggie uitgetekend heeft. |            |                     |                      |                                  | |                   |  |
| 15 | 15         | Semi-Professional   | Gloria Muzio         | Stephanie Sengupta René Balcer   | Michael Murphy - rechter Peter Blakemore George DiCenzo - rechter Raoul Sabatelli Bruce MacVittie - Arnie Cox Fiona Gallagher - Dawn Cox Dan Frazer - Mack McNeil Tom Tammi - advocaat van rechter Peter Blakemore            | 10 maart 2002     |  |
| Wanneer het lichaam van Emily Trudeau, een griffier, wordt gevonden in de woning van haar getrouwde vriend rechter Peter Blakemore, en kandidaat voor het Hof van Appel, gaan Goren en Eames op onderzoek uit. Zij ontdekken dat de artikelen over de wet die Blakemore onlangs heeft geschreven in werkelijkheid geschreven zijn door Trudeau. Ze was verliefd op de rechter en schreef artikelen voor hem zodat hij een hooi kon doen naar het Hof van Appel. Het verdere onderzoek leidt de rechercheurs naar Arnie Cox, een ex-veroordeelde met connecties met collega rechter Raoul Sabatelli van Blakemore en auteur van succesvolle misdaadromans. Ondanks de tegenwerking van Cox en de positieve gevoelens van hulpofficier van justitie Carver naar Sabatelli gaan de rechercheurs door met hun onderzoek. Zij ontdekken dat Sabatelli woedend was toen hij ontdekte dat het bestuur van het Hof van Appel liever Blakemore wilde hebben dan hem. Blakemore komt uit een rijke en machtige familie en Sabatelli moest hard werken voor zijn carrière zonder een financieel vangnet, en daarom vindt hij dat hij de plek in het Hof van Appel meer verdiende. De rechercheurs ontdekken dan dat Sabatelli een aantal ongepubliceerde artikelen van Trudeau vond en haar vermoordde zodat hij deze artikelen in zijn naam kon plaatsen, dit om weer kans te maken voor de plaats in het Hof van Appel. Wanneer Blakemore (die nog steeds verdachte is) aan een hard verhoor wordt onderworpen stelt Sabatelli voor hem te testen op de artikelen (als hij ze immers zelf geschreven heeft kent hij ze). Sabatelli verraadt zichzelf omdat hij zelfs ongepubliceerde artikelen blijkt te kennen, namelijk van de harde schijf van de bij de moord gestolen laptop van Emily Trudeau. |            |                     |                      |                                  | |                   |  |
| 16 | 16         | Phantom             | Juan José Campanella | Marlane Gomard Meyer René Balcer | Michael Emerson - Gerry Rankin Brooke Smith - Tessa Rankin Lindsay Andretta - Natalia Rankin Richard Thomsen - Jack Rankin Cara Buono - Charlotte Fielding Andrew Fiscella - Frank Caspari                                    | 17 maart 2002     |  |
| Wanneer een net vrijgelaten bankrover vanuit Sing Sing vermoord wordt gaan Goren en Eames op onderzoek uit. Tijdens hun onderzoek bezoeken zij de zus, Charlotte Fielding, van het slachtoffer die vermoedelijk de buit van de roof onder beheer had. Via haar stuiten ze op haar vriend Gerry Rankin, een mysterieuze man die een dubbelleven leidt. Gerry laat iedereen geloven dat hij een economist is voor de VN, maar als de rechercheurs dit natrekken bij de VN horen zij dat Gerry daar niet bekend is. Als de rechercheurs dichter bij de verdachte komen, komen zij erachter dat iedereen die Gerry kent in een droomwereld leeft en dat Gerry geld beheert voor zijn familie, schoonfamilie en voor Charlotte, hoogstwaarschijnlijk de buit van de overval. Met dit geld bekostigt Gerry een dure levensstijl die bij zijn verzonnen leven hoort. Iedereen die te dicht bij de waarheid komt wordt vermoord, zo ook Charlotte hoewel de aanval er 'slechts' toe leidt dat ze in coma raakt. Alle stoppen slaan door bij Gerry als hij weet dat de politie hem op het spoor is en zijn vader een deel van zijn spaargeld terugvraagt voor een cruise. Hoewel Gerry alleen maar erkenning wil van zijn kinderen, kan hij het idee dat ze achter de waarheid komen niet onder ogen zien, en hij ontvoert ze om ze te doden. Goren komt tussenbeide en overuigt hem dat hij een held is en dat alle misleiding en eerdere moorden hem zijn opgelegd door de omstandigheden, maar dat het plegen van de moord op zijn kinderen wel zijn schuld zal zijn. Gerry geeft zich hierop over. Deze aflevering is gebaseerd op de waargebeurde geschiedenis van Jean-Claude Romand. |            |                     |                      |                                  | |                   |  |
| 17 | 17         | Seizure             | Michael Fields       | Hall Powell René Balcer          | James Naughton - dr. Roger Buckman Jenny Bacon - dr. Cathleen Dwyer Jack Gwaltney - Kevin Reddick Marcus Chong - John 'Johnny' West Victor Colicchio - gebouw beheerder Mike Hodge - assistent Warden Munoz                   | 31 maart 2002     |  |
| Wanneer een biseksuele vrouw vermoord wordt gevonden in een hotelkamer gaan Goren en Eames op onderzoek uit. Zij merken op dat de kenmerken van de moord wijzen op de werkwijze van een seriemoordenaar die in de gevangenis zit, dit laat hun geloven hij een medestander heeft gevonden die zijn werk voortzet terwijl hij gevangen zit. Het onderzoek leidt hen naar een instituut voor onderzoek naar menselijk gedrag, waar zij een serie experimenten hebben uitgevoerd op de seriemoordenaar naar de oorzaak van zijn krankzinnigheid. Dan ondervragen zij de directeur van het instituut, een arrogante dokter die vecht voor de geloofwaardigheid van zijn onderzoek, en zijn onderzoeksassistente, een verlegen vrouw die onder invloed van de seriemoordenaar is geraakt en de moord bekent. Terwijl hulpofficier van justitie Carver in een juridisch gevecht komt om te voorkomen dat de seriemoordenaar vrij komt, ontdekken de rechercheurs bewijzen dat de afloop van deze zaak een onplezierig einde kan geven. |            |                     |                      |                                  | |                   |  |
| 18 | 18         | Yesterday           | Jean de Segonzac     | Theresa Rebeck René Balcer       | Jim True-Frost - Jay Lippman Johanna Day - Anne Lippman Danton Stone - Rick Morrissey Kelly Wolf - Sally Morrissey Colleen Werthmann - Maureen                                                                                | 14 april 2002     |  |
| Wanneer langs een rivier het vermoorde lichaam van een vrouw wordt gevonden gaan Goren en Eames op onderzoek uit. Het lichaam is in plastic gewikkeld, en zij ontdekken dat deze vrouw twintig jaar geleden als vermist was opgegeven. Het nog in goede staat verkerende lichaam vertoont sporen van lichamelijke mishandeling voordat zij vermoord werd. Chemische sporen op het lichaam leidt de rechercheurs naar de kelder van een huis waar zij eerst begraven heeft gelegen, en daarna naar een drugsverslaafde man waarvan zijn ouders eigenaars waren van dit huis. Wanneer de drugsverslaafde ook vermoord wordt richten zij hun onderzoek op een medestudent, een voormalige schaakmeester die nu een succesvolle werktuigbouwkundige is. Deze man heeft een geschiedenis van onder invloed brengen door drugs van vrouwen en hen daarna seksueel te misbruiken, en kan in connectie worden gebracht met twee eerdere verkrachtingszaken die gelijkenis vertonen met de werkwijze bij het vermoorde slachtoffer. Het onderzoek neemt een onverwachte wending als Goren hem confronteert tijdens het verhoor. |            |                     |                      |                                  | |                   |  |
| 19 | 19         | Maledictus          | Frank Prinzi         | Stephanie Sengupta René Balcer   | David Thornton - Kenny Strick Veanne Cox - Martha Strick Damian Young - George Tate Alla Kliouka Schaffer - Ilana Yushka Martin Moran - boekenuitgever van Ilana Yushka Lori Michele Harris - Ursula Stovitz / Anna Llewellyn | 21 april 2002     |  |
| Wanneer een vrouwelijk hoofd zonder lichaam wordt gevonden gaan Goren en Eames op onderzoek uit. Zij ontdekken dat het slachtoffer Ilana Yushka was, een dochter was van een Russische maffiabaas die in de gevangenis zit. Eerst denken zij dat Ilana Yushka vermoord werd omdat zij plannen had voor het schrijven van een boek over haar familie, maar verder onderzoek wijst hen op een voormalige klasgenoot die een grotere reden had om haar te vermoorden. Deze klasgenoot, Kenny Strick, blijkt een zeer gespannen, zelfmartelende vastgoed magnaat die wilde voorkomen dat het boek gepubliceerd werd, dit om te voorkomen dat zijn jeugdgeheimen openbaar zouden worden gemaakt. Op 10-jarige leeftijd heeft hij namelijk zijn moeder met mierengif vergiftigd omdat hij haar zwangerschap niet zag zitten. Koste wat kost wil hij voorkomen dat zijn zus erachter komt, en hij bekent de moord maar voert een onwaar motief op, namelijk dat hij Ilana Yushka zou hebben vermoord omdat ze leugens over de familie wilde schrijven. Kenny Strick bedankt Goren en wordt gearresteerd. |            |                     |                      |                                  | |                   |  |
| 20 | 20         | Badge               | Constantine Makris   | Marlane Gomard Meyer René Balcer | S. Epatha Merkerson - Anita Van Buren Viola Davis - Terry Randolph Robert Clohessy - Phil LeGrand Jack Koenig - Ron Sherwood Susie Essman - secretaresse van Ron Sherwood                                                     | 28 april 2002     |  |
| Goren en Eames onderzoeken een moord-zelfmoord van een gemeente boekhouder die wat op het eerste gezicht lijkt zijn gezin heeft vermoord en daarna zichzelf, maar verder onderzoek op de plaats delict suggereert een ander scenario. Wanneer de rechercheurs ontdekken dat de boekhouder een pensioenschandaal op het spoor was, waarbij gepensioneerde politieagenten betrokken waren, leidt het spoor hen naar corruptie in het politiekorps. De rechercheurs ontdekken verder een rapport van de dode boekhouder over illegale praktijken over het oppakken van drugsdealers door de politie. Bewijs leidt hen naar een paar voormalige politieagenten, en in het speciaal een politieagente die dringend geld nodig had voor haar dochters die op een dure privéschool zitten. |            |                     |                      |                                  | |                   |  |
| 21 | 21         | Faith               | Ed Sherin            | Theresa Rebeck René Balcer       | Mia Dillon - Barb Windemere Adam LeFevre - Toby Windemere Remak Ramsay - Doug Lafferty Christopher Durham - Jerry Lafferty Marianne Tatum - Carol Lafferty Bill Raymond - mr. Green Polly Draper - Christine Wilkes           | 28 april 2002     |  |
| Wanneer een rijke uitgever omkomt door een autobom gaan Goren en Eames op onderzoek uit. Het onderzoek leert hen dat hij vermoord is nadat hij geëist had om het invalide meisje Erica Windemere te ontmoeten die hij ondersteund had als uitgever. Zij staat bekend als wees en onzichtbaar die als auteur haar persoonlijke tragedies heeft gebruikt voor haar goedverkopende boeken met grote opbrengsten. Nadat de rechercheurs een van haar redacteurs hebben ondervraagd beginnen zij te vermoeden dat Erica helemaal niet bestaat, niemand kan hun vertellen dat zij haar ooit hebben ontmoet. Daarom beginnen zij nu te vermoeden dat haar pleegouders een grote nauwgezette fraudezaak runnen: ze innen zowel de royalty's als donaties van meelevende correspondentievrienden. De dader blijkt de uitgever van het boek: ze vermoordde de andere uitgever omdat deze ook aan het bestaan van Erica twijfelde en dit weleens aan de grote klok had kunnen hangen. Deze aflevering is gebaseerd op het waargebeurde verhaal van een Amerikaanse die op een internetblog zich als zowel het ongeneeslijk zieke meisje Kaycee Nicole als haar moeder voordeed zodat ze liefde en aandacht via internet kon oogsten en hier aanvankelijk zeer succesvol in was: Münchhausen by Internet. |            |                     |                      |                                  | |                   |  |
| 22 | 22         | Tuxedo Hill         | Steve Shill          | René Balcer                      | Bruce Altman - Jack Crawley Cindy Katz - Elizabeth Dawson Elisabeth Noone - advocate van Elizabeth Dawson Amy Hargreaves - Karyn Milner Jim Fyfe - Bill                                                                       | 10 mei 2002       |  |
| Na de aanval en auto-ongeluk van de chief financial officer Elizabeth Dawson, en de moord op haar vriend gaan Goren en Eames op onderzoek uit. Tijdens hun onderzoek stuiten zij op een bedrijfsboekhouding waarin flink gemanipuleerd is. Zij weten nu dat Elizabeth deze boekhouding had onderzocht en weigerde toen dit goed te keuren. Zonder dat Elizabeth het wist was het haar baas, Jack Crawly, die haar vriend heeft vermoord, en wilde haar hier voor op laten draaien. Crawley bood toen haar een alibi aan voor de moord zodra zij de frauduleuze boekhouding goed zou keuren. Deze aflevering is gebaseerd op het Enron-boekhoudschandaal. |            |                     |                      |                                  | |                   |  |